# 中華民國—肯亞關係
中華民國與肯亞共和國無正式外交關係，目前也沒有在對方首都互設具大使館功能的代表機構，對肯亞的相關事務由台灣駐索馬利蘭共和國代表處、駐南非共和國臺北聯絡代表處共同管轄。中華民國對外貿易發展協會於肯亞設立奈洛比臺灣貿易中心。

### 外交

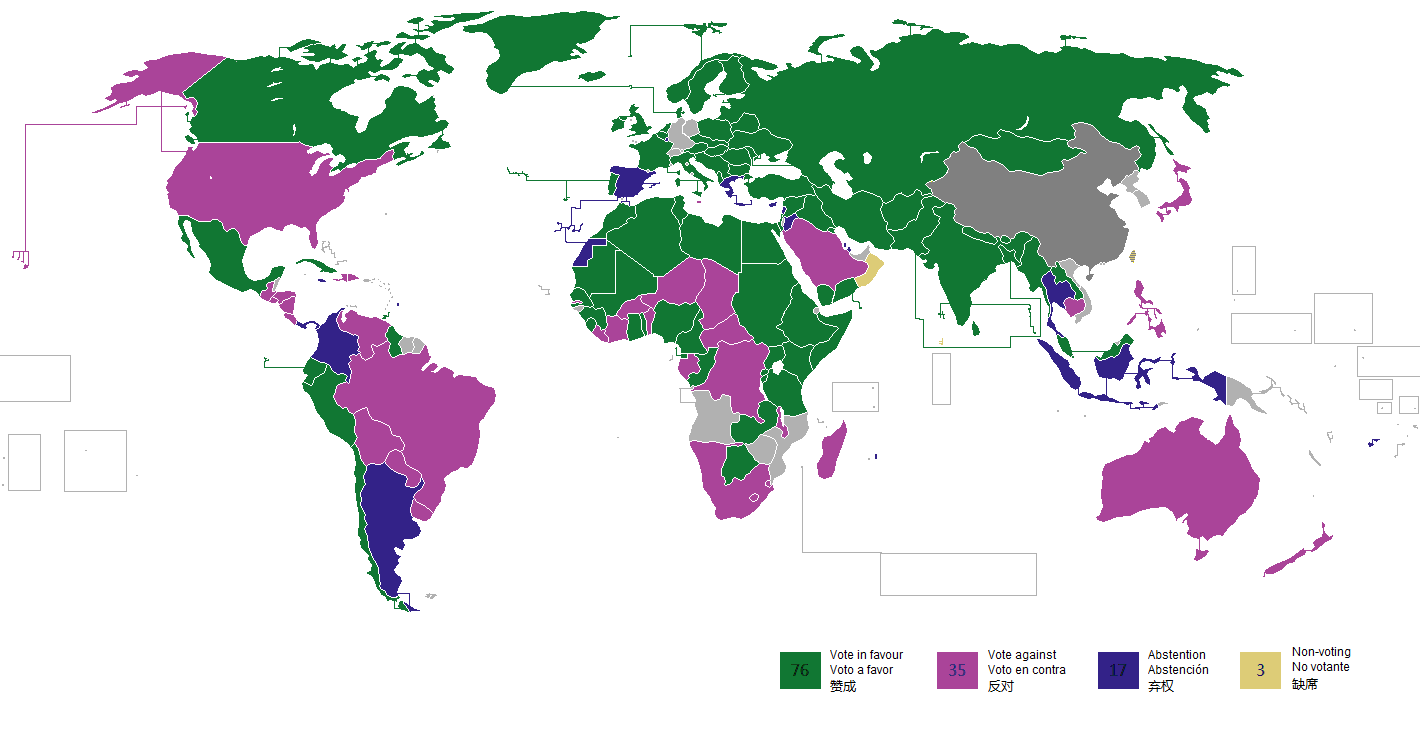
綠色國家表示在1971年的投票中反對中華民國續留聯合國，即《聯合國大會2758號決議》，其中包括肯亞。

## 經濟

### 貿易
中華民國對外貿易發展協會（外貿協會）於首都奈洛比設立台灣貿易中心。
| 年分 | 貿易總額    | 貿易總額 | 貿易總額 | 出口至肯亞  | 出口至肯亞 | 出口至肯亞 | 自肯亞進口 | 自肯亞進口 | 自肯亞進口 | 順逆差 |
| 年分 | 金額        | 年增減   | 排名     | 金額        | 年增減     | 排名       | 金額       | 年增減     | 排名       | 順逆差 |
| ---- | ----------- | -------- | -------- | ----------- | ---------- | ---------- | ---------- | ---------- | ---------- | ------ |
| 2017 | 130,557,878 | ▼6.8%    | 86       | 93,046,845  | ▼9.6%      | 75         | 37,511,033 | ▲0.7%      | 87         | 順差▼  |
| 2018 | 149,123,362 | ▲14.2%   | 80       | 94,128,709  | ▲1.2%      | 75         | 54,994,653 | ▲46.6%     | 82         | 順差▼  |
| 2019 | 160,401,434 | ▲7.6%    | 75       | 141,789,051 | ▲50.6%     | 58         | 18,612,383 | ▼66.2%     | 97         | 順差▲  |
| 2020 | 165,499,508 | ▲3.2%    | 74       | 149,507,687 | ▲5.4%      | 54         | 15,991,821 | ▼14.1%     | 101        | 順差▲  |
| 2021 | 154,453,399 | ▼6.7%    | 81       | 121,504,024 | ▼18.7%     | 67         | 32,949,375 | ▲106.0%    | 98         | 順差▼  |
| 2022 | 152,188,149 | ▼1.5%    | 86       | 142,371,296 | ▲17.2%     | 64         | 9,816,853  | ▼70.2%     | 112        | 順差▲  |
| 2023 | 71,497,470  | ▼53.0%   | 95       | 62,878,748  | ▼55.8%     | 83         | 8,618,722  | ▼12.2%     | 111        | 順差▼  |
| 2024 | 91,775,416  | ▲28.4%   | 86       | 77,420,544  | ▲23.1%     | 73         | 14,354,872 | ▲66.6%     | 105        | 順差▲  |

2023年的兩國貿易項目如下：
出口至肯亞的前10大項目為：針織或鉤針織品；印刷版、滾筒與其他印刷組件之印刷机以及打印机、复印机與傳真機；氯乙烯或其他鹵化烯烃之聚合物；橡膠或塑料加工機或以此類原料製造產品之機械；丙烯酸聚合物；合成纖維絲紗梭织物；液體泵、液體昇送器；苯乙烯之聚合物；電話機（包括智能手机），以及其他傳輸或接收聲音、圖像之有線或无线网络通訊器具；丙烯或其他烯烴之聚合物等。
自肯亞進口的前10大項目為：茶葉；咖啡、咖啡荳殼與荳皮、含咖啡成分之代替品；铜廢料與碎屑；針織或鉤針織套頭衫、無領開襟上衣、外穿式背心與類似品；寶石（不包括钻石）與次寶石；未經化學改質之固定性植物油脂及其餾分物；咖啡、茶或馬黛茶之萃取物、浓缩物或為主要成分之調製品，焙製菊苣與其他焙製咖啡代用品之萃取物、濃縮物；箱盒袋類容器；針織或鉤針織T恤、汗衫與其他；特殊物品，含進口未超過5萬新臺幣之小額報單與其他零星物品等。

### 投資
根據中華民國經濟部投資審議司統計，截至2023年，臺商赴肯亞總投資金額為10萬美元，計有1件，從事電子零組件製造業；肯亞尚無前往臺灣投資。
由於肯亞距離臺灣遙遠，後勤支援較為不便，因此在肯亞投資的臺商僅有4家，且均為成衣加工廠。其運用美國為非洲國家所提供的《非洲成長暨貿易機會法》免关税、免配額的優惠待遇與當地較便宜的工資在肯亞設廠，並自臺灣或中國大陸等地輸入原料（牛仔布、合成纖維針織布或鉤針織布）與配件（鈕釦、標籤）等，在加工縫製成衣後，輸往美國與歐洲。這4家臺商中，1家設在首都奈洛比近郊的阿西河加工出口區，3家則設在第2大城蒙巴萨的吉林迪尼港民間加工出口區，主要考量是原料與配件進口以及成衣出口能順利作業，合計雇用員工約萬人。

### 組織
2011年3月17日，成立肯亞台灣商會，因為真正定居在當地的臺商不多，故成員數不詳。
截至2023年，在肯亞無臺灣的金融機構。

## 司法

### 犯罪事件
2014年11月30日，肯亞警方破獲非法入境且未經許可使用無線電設備的電信詐騙案，逮捕的77名嫌犯有28名為中華民國籍（以下簡稱台灣人），其餘是中華人民共和國籍。2016年4月5日，肯亞法院宣判其中37名嫌犯無罪，23名為台灣人，當庭釋放但限制住居並於21日內離境，判決書沒有指出須遣返回台灣。7日，駐南非台北代表處派員抵達肯亞探視。8日，在中華人民共和國（以下簡稱對岸、中方）施壓下，肯亞將其中8名台灣人遣送至對岸，其餘15名被拘留警局，同日，肯亞警方破獲另起詐騙案，逮捕22名台灣人。11日，肯亞將拘留警局的15名台灣人，及8日逮捕的22名台灣人，全部遣送至對岸。最後5名台灣人因兩岸政府爭奪管轄權，5度延審至8月23日。但到8月5日，中方在經濟、貿易上不斷向肯亞施壓，強烈要求肯亞政府要依據「一個中國原則」，將嫌犯遣送至對岸，讓5度延審的審判庭提前。開庭前，中方人員包圍法庭入口，更在奈洛比國際機場備妥飛機，準備在宣判後搶人；駐南非台北代表處則聯絡半島電視台、英國廣播公司、法新社、美聯社、路透社及國際特赦組織到場，營造輿論壓力。法院最後宣判5名台灣人無罪，法官並明確指出須「遣返回台灣」，但8月8日仍被強制遣送至對岸，中華民國總統府、外交部與陸委會皆表達遺憾與抗議。
先前有45名被遣送至對岸的台灣人，都被拘留在北京市海淀區的看守所。中華民國法務部表示，全案由中華人民共和國公安部偵辦，已有家屬透過海峽交流基金會協助到看守所探視被拘留的親人。2017年12月21日，北京市第二中級人民法院一審宣判2名台灣主嫌有期徒刑15年，其餘被告有期徒刑1年9個月－14年。
肯亞案引發兩岸關係緊張，台灣批評中方強押人的行徑「鴨霸」（蠻橫），中方官媒《環球時報》發表評論還擊，標題名為「台灣，請給自己留點臉」的文章指出，台灣人常自誇「台灣最美的風景是人」，就應該用行動證實，把電信詐騙犯法辦，不要讓政治綁架法治正義。文中還列舉詐騙受害案例，並提及過去中方曾把海外逮捕的台灣詐騙犯交給台灣當局處理，結果台灣「把他們放了。」

## 交流

### 援助
肯亞與「非洲之角」國家於2011年發生60年來最嚴重旱災，國際合作發展基金會（國合會）捐贈70萬美元與國際慈善組織美慈組織（Mercy  Corps）合作執行兩期「肯亞旱災援助計畫」。中華民國外交部與臺灣世界展望會共同援贈東非難民白米300公噸，另外交部、行政院農業委員會（農委會）與美國慈善組織Feed The Children共同合作援贈肯亞貧童白米100公噸。外交部並與中華民國紅十字會共同辦理肯亞境內索馬利亞難民營計畫，設置衛生站及供應醫療藥品等。

### 觀光
2018年8月11日，台灣旅行團於肯亞奈瓦夏湖遭受河馬攻擊，造成一死一傷，其餘團員搭乘的班機臨時取消，回飯店途中又發生車禍，至少15人受傷。駐南非台北代表處及僑務委員會派員前往肯亞處理後續事宜，交通部觀光局也要求旅行社妥善處理並通報，給予必要協助。部分團員已於14日返台。與此同時，中華人民共和國官媒《新華社》報導中國駐肯亞大使館第一時間就派員協助，但遭到久居肯亞的前僑務委員陳發否認。

### 體育
2021年11月21日，1名肯亞籍選手前往臺灣參加新北市萬金石馬拉松，在入境檢疫期滿後於自主健康管理期間檢驗確診2019冠状病毒病，11名同行入境選手列入居家隔離。

## 協定
| 日期           | 簽署                                                                     | 備註   |
| -------------- | ------------------------------------------------------------------------ | ------ |
| 1996年9月17日  | 《台北證券管理委員會與奈洛比資本市場管理局相互協助及資訊交換瞭解備忘錄》 | [ 20 ] |
| 2017年10月17日 | 《中華民國對外貿易發展協會與肯亞全國商工總會合作備忘錄》                 | [ 21 ] |

## 簽證

持中華民國護照的中華民國國民簽證要求分布圖：入境肯亞可以免簽證（需事先申請電子旅行准證）。

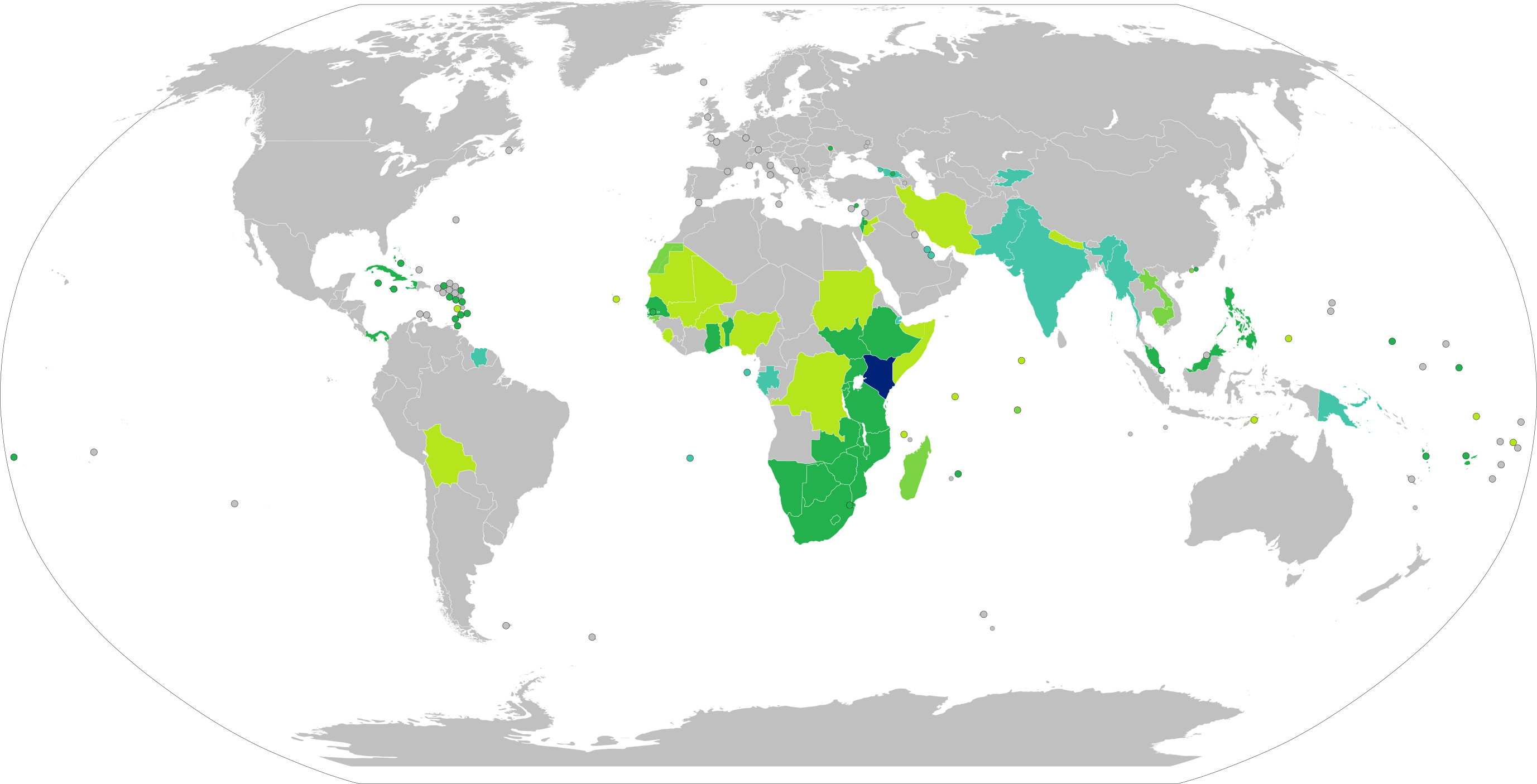
持肯亞護照的肯亞人口簽證要求分布圖：入境中華民國需要簽證。

目前全世界的外籍人士都可以免簽證的方式入境肯亞，需於啟程前至少3天申請肯亞電子旅行准證（Electronic Travel Authorization, eTA），單次入境，停留最多90天。入境須出示黄热病的疫苗接種證明（黃皮書）。
持肯亞護照的肯亞國民抵台參加由中央政府機關主辦、協辦或贊助之國際會議、運動賽事、商展或其他活動，可以電子簽證入境中華民國，停留最多30天並不得延期。

## 交通

### 航空

#### 客運
兩國無直航班機，可經由（不計航點遠近，截至2023年6月28日）：
- 台北→廣州、長沙[註 2]、德里、杜拜、伊斯坦堡、倫敦、巴黎、羅馬（季節性飛肯亞）、米蘭、法蘭克福、阿姆斯特丹、紐約，再轉機前往肯亞的國際機場（英语：List of airports in Kenya）。
- 台中→廣州→肯亞。
- 高雄→廣州、長沙→肯亞。

## 外部連結
- 中華民國外交部－肯亞共和國簡介 （页面存档备份，存于）
- 台灣駐索馬利蘭共和國代表處
- 駐南非共和國台北聯絡代表處
- 外交部領事事務局－國外旅遊警示分級表
- 中華民國衛生福利部－國際旅遊疫情建議等級
- 中華民國國際經濟合作協會 （页面存档备份，存于）
- 奈洛比台灣貿易中心（Facebook）